# Henri de Cousances
Henri de Cousances, (auch Cusances und Courances, † 23. August 1268 in der Schlacht bei Tagliacozzo) war ein Marschall von Frankreich des 13. Jahrhunderts.

## Leben
Henri de Cousances war Seigneur de Courances. Es ist nicht bekannt, zu welcher Familie er gehörte und ob er Nachkommen hatte. Allerdings hält Père Anselme es für möglich, dass er mit Henri II. Clément identisch ist.
1255 und 1262 wird er als Marschall von Frankreich genannt. 1263/1264 war er Bürgermeister von Bordeaux. Im November 1265 trat er als „Henry de Cozantis“ auf, Chevalier, königlicher Seneschall der Bistümer Limoges, Périgueux und Cahors auf, 1267 dann als Marschall von Frankreich und Seneschall der Gascogne.
Le Nain de Tillemont berichtet aber auch, dass er Ende 1266 von König Ludwig IX. zu Papst Clemens IV. nach Rom gesandt wurde, um über den Zehnt für den Klerus einerseits und den geplanten Siebten Kreuzzug zu verhandeln. Er gewann das Vertrauen von Karl von Anjou, dem Bruder Ludwigs IX. und neuen König von Sizilien, der ihn zu seinem Berater und Capitaine général seiner Truppen (darunter ein hoher Anteil französischer Soldaten) machte. Er bekam von Karl von Anjou den Auftrag, den Prätendenten Konradin, der zur Wiederherstellung der staufischen Macht mit Unterstützung deutscher Fürsten in Süditalien eingefallen war, eine Feldschlacht anzubieten: in der Schlacht bei Tagliacozzo kommandierte er am 23. August 1268 die Provenzalen und Italiener, die in Karls Sold standen. Bei der ersten Attacke ergriffen seine Soldaten die Flucht, und Henri de Cousances, den der Gegner mit dem König verwechselte, wurde getötet.
Er war mit der noble dame Mahaut verheiratet, die 1268 am Montag nach Nikolaus als Witwe auftrat. Sein Neffe Robert de Courances, der seinen Onkel nach Italien begleitet hatte, blieb dort nach dem angevinischen Sieg bis mindestens 1281 als Chevalier terrier de l‘Hôtel (du Roi), der die Bewachung der königlichen Burgen befehligte.